# برينت مكمان (منافس ألعاب قوى)
برينت مكمان (بالإنجليزية: Brent McMahon)‏ هو منافس ألعاب قوى أمريكي، ولد في 3 يناير 1966 في تورونتو في كندا.

## روابط خارجية
- برينت مكمان على موقع Paralympic.org (الإنجليزية)